# 小田原地震
小田原地震（おだわらじしん）は、神奈川県西部の小田原市周辺で発生する地震である。フィリピン海プレートの一部にあたる伊豆半島と、日本列島のプレートとが衝突して沈み込めないため、小田原市周辺では地震が発生しやすいと考えられている。過去に数回発生しており、再来周期はほぼ73年である。小田原市周辺で過去に発生した主な地震としては、寛永小田原地震（1633年）、慶安小田原地震（1648年）、天明小田原地震（1782年）、嘉永小田原地震（1853年）などがあげられる。1645年（正保2年）、1647年（正保4年）、1870年（明治3年）にも発生したとされているが、いずれも小被害である。さらにこれらの地震に、相模トラフ沿いで発生した元禄地震（1703年）および関東地震（1923年）を加えると、平均で70年程度の周期で地震が起きていることになる。本記事では、江戸時代の地震に於いては発生時の元号を冠し区別している。

## 寛永小田原地震
寛永10年1月21日（1633年3月1日）に発生。マグニチュード 7.1-7.2（7.0とも）。小田原で最も強く揺れ、小田原城矢倉、門塀などに被害が出た。民家倒壊も多く、150人が圧死により死亡。箱根で山崩れが起こる。海に近い熱海や網代で津波の被害が出た。

## 慶安小田原地震
慶安元年4月22日 （1648年6月13日）に発生。マグニチュードは7.0程度。小田原城破損。死者1人。箱根で落石。領内で潰家が多かった。

## 天明小田原地震
天明2年7月15日（1782年8月23日）。マグニチュード 7.0程度（7.3とも）。月初めより前震あり、被害は大きく、小田原城の櫓、石垣に被害が出る。民家は約一千戸が倒壊し、江戸でも死者。箱根山、大山、富士山で山崩れが発生した。熱海で津波が有ったとの記録がある。なお、宇佐美龍夫(1984)らは震源は足柄平野にあり小田原地震には該当しないとの見解もある。一方、都司嘉宣は震源域は海底下まで伸びていたとしている。

## 嘉永小田原地震
嘉永6年2月2日（1853年3月11日）。マグニチュード6.7程度。推定されている各地の震度は、6から7が小田原（特に東南部）・塚原・金子、6が布川・中沼・関本・山田・矢倉沢・最乗寺・高尾、5強から6が川村・中日向・巣雲川・仙石原で、江戸でも震度4から5程度の揺れであったとみられている。本震は午前10時過ぎ頃に発生し、10分から15分の間に2度の地震が起こったと考えられている。本震後も余震が続いたが翌日夕方4時頃に最大余震があり、さらに被害が出た。
最も強く揺れた小田原では、天守の瓦や壁が落ち、小田原城三の丸の藩校集成館が倒壊した。全壊した家は1,032戸、半壊した家は2,477戸、被害が出た家は544戸。死者も24人出た。箱根、根府川関所にも被害が出た。箱根など341か所で山崩れが起こり、真鶴（真鶴町）にも被害を与えた。真鶴湊では津波による引き波がみられたが被害はなかった。江戸城でも大手門の渡櫓内の壁がすべて落ちた。東海道は道路や関所などが被災したため1週間ほど通行不能となった。
各地の震度は以下の通り。（いずれも推定）
| 震度 | 地域                                   |
| ---- | -------------------------------------- |
| 7    | 小田原 塚原 金子                       |
| 6    | 布川 中沼 関本 山田 矢倉沢 最乗寺 高尾 |
| 5    | 川村 中日向 巣雲川 仙石原              |

## 2007年の地震

### 地震の概要
2007年（平成19年）10月1日午前2時21分に、神奈川県西部を震源とする、M4.9の地震が発生した。神奈川県箱根町で震度5強を観測した。
気象庁は「神奈川県西部の地震」と呼称している。それほど規模は大きくない地震だったが、震源が比較的浅かったため、震源付近では大きな揺れが観測された。震度5強という強い揺れではあったが、大きな被害は発生しなかった。
また、この地震は、緊急地震速報の一般向け提供が始まる約6時間前に発生した。関東地方で発生した大きな地震であったため、テレビ局は各局で臨時ニュースを放送した。

### 被害
- 人的被害[21]
  - 小田原市にて、軽傷者2名。
  - 平塚市にて、ベッドから落下した女性が肩を負傷[22]。
- 住家被害
  - 箱根町にて、一部破損5棟
- ライフライン
  - 神奈川県内にて、214世帯一時断水

小田原市では、地震によって病院のエレベーターが停止した。鉄道等が運転を見合わせるといった事態は起こらなかった（線路の点検を行った鉄道会社はあった）うえ、道路に関しても、一部の区間等で少しの間通行が規制された程度で、原子力発電所にも影響はなかった。

### 各地の震度
震度4以上の地域は以下の通り。
| 震度 | 都道府県 | 観測点                   |
| ---- | -------- | ------------------------ |
| 5強  | 神奈川県 | 箱根町湯本               |
| 5弱  | 神奈川県 | 小田原市荻窪（旧2）      |
| 4    | 神奈川県 | 真鶴町真鶴               |
| 4    | 静岡県   | 熱海市泉・東伊豆町奈良本 |

神奈川県湯河原町や真鶴町では、一部で震度5弱を観測したと推定されている。